# Schistochila flavovirens
Schistochila flavovirens là một loài rêu tản trong họ Schistochilaceae. Loài này được (Colenso) E.A. Hodgs. miêu tả khoa học lần đầu tiên năm 1941.